# Kostel svatého Václava (Krásné)
Kostel svatého Václava v Krásném je římskokatolický kostel zasvěcený sv. Václavovi. Je filiálním kostelem farnosti Sněžné na Moravě. Dříve byl farním kostelem farnosti Krásné, která byla zrušena v roce 2007. Je chráněn jako kulturní památka.

## Historie
Pozdně barokní kostel pochází z roku 1737. V 70. letech 20. století byl opraven interiér chrámu s vybavením a v 80. letech venkovní fasáda. Roku 1994 byly do věže zavěšeny dva nové zvony.

## Galerie

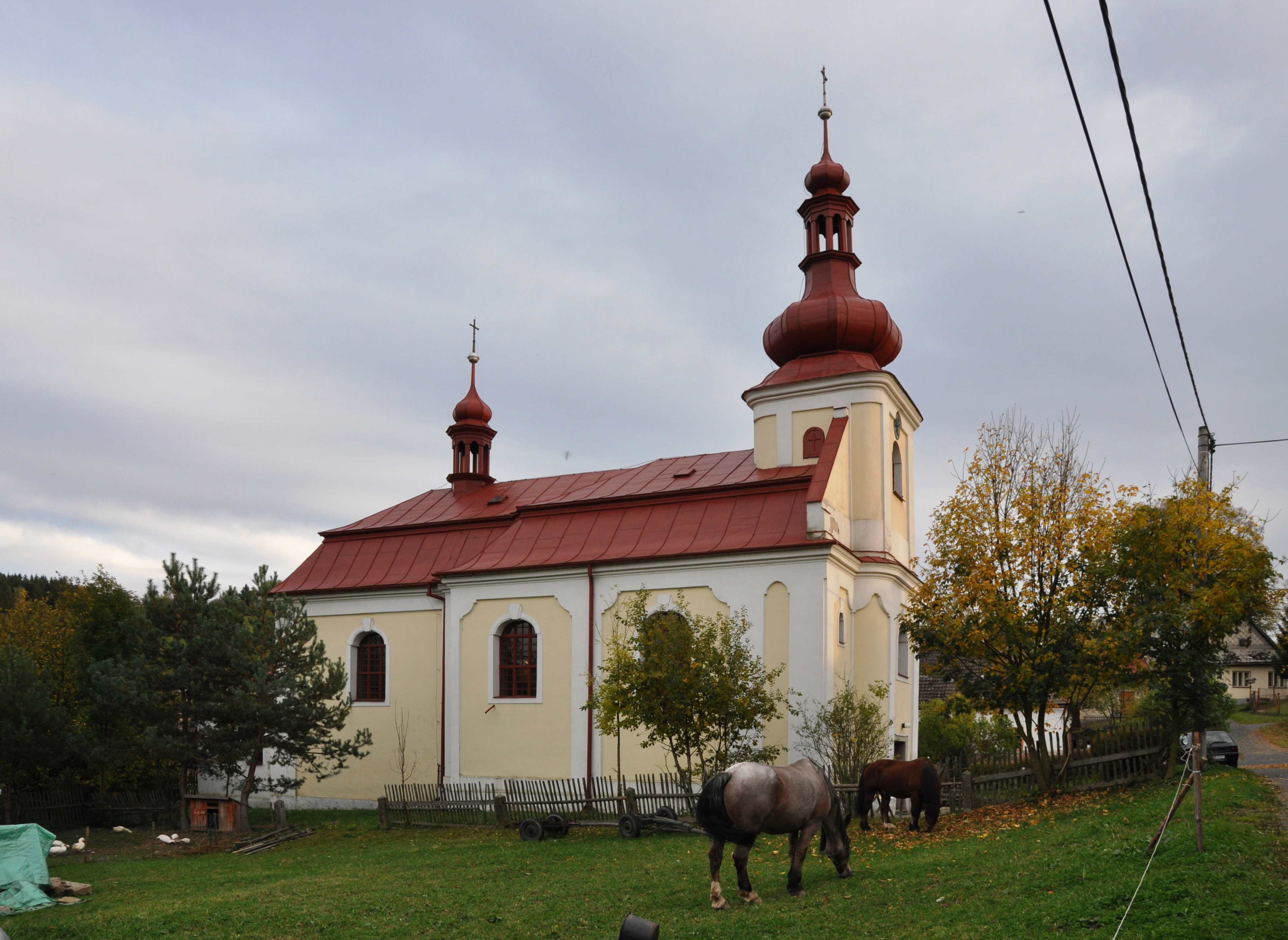
Pohled na kostel
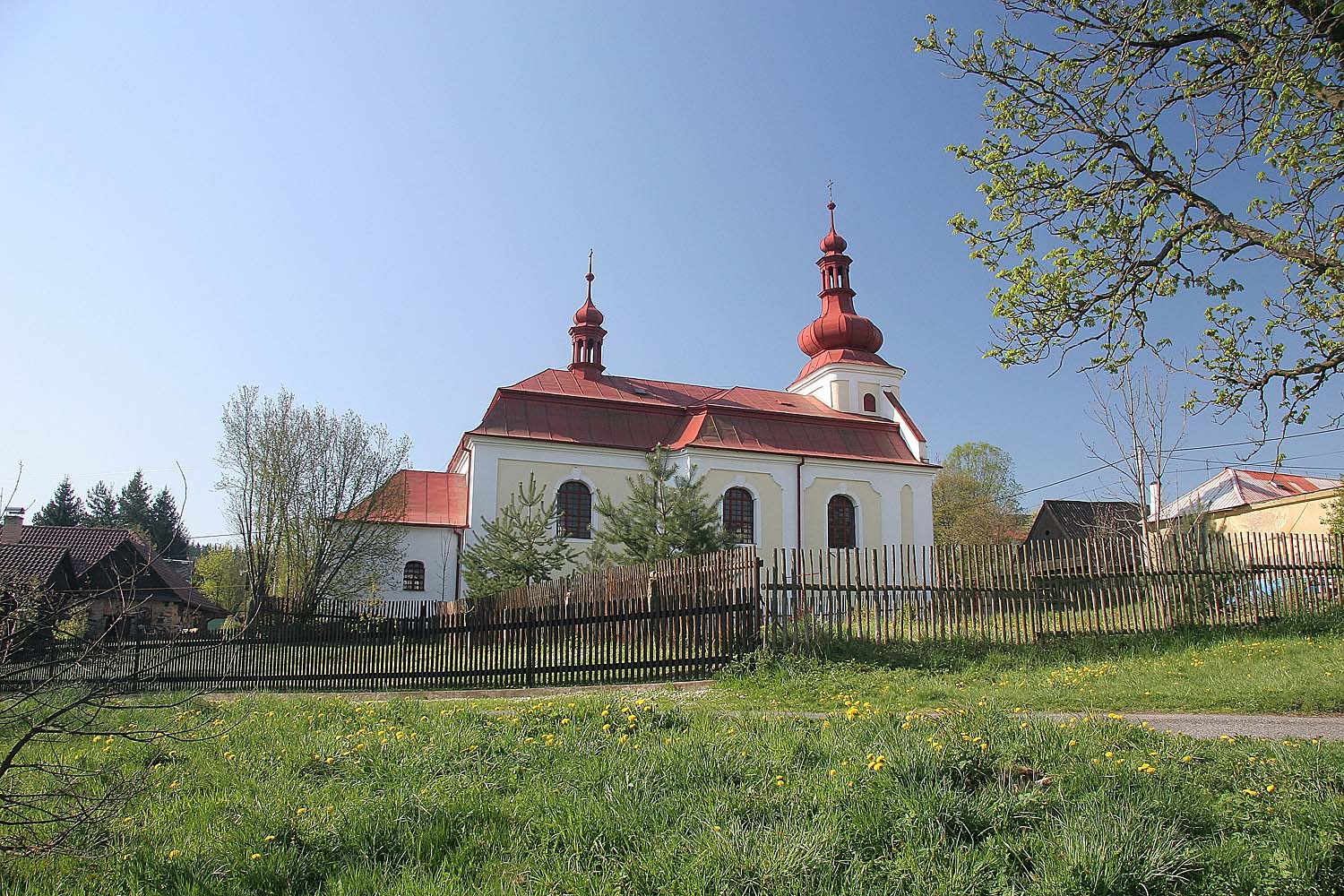
Pohled na kostel